# تپه رازاسور
تپه رازاسور مربوط به هزاره اول قبل از میلاد است و در شهرستان ارومیه، بخش سیلوانه، دهستان ترگور، ۴۰۰ متری شمال غرب روستای پسان واقع شده و این اثر در تاریخ ۲۵ آبان ۱۳۸۷ با شمارهٔ ثبت ۲۳۴۹۵ به‌عنوان یکی از آثار ملی ایران به ثبت رسیده است.